# Yoshiya Nobuko

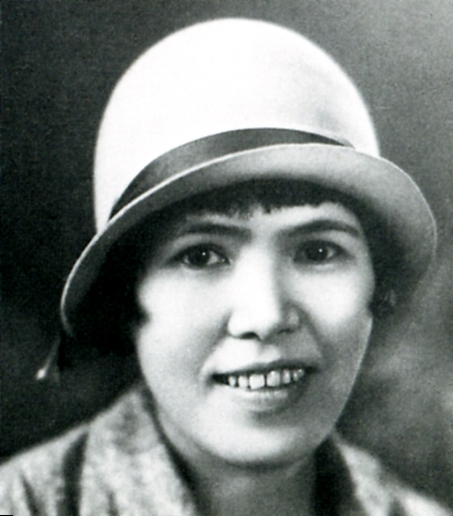
Yoshiya Nobuko (Ende der 1930er Jahre)

Yoshiya Nobuko (japanisch 吉屋 信子; * 12. Januar 1896 in der Präfektur Niigata; † 11. Juli 1973 in Kamakura, Präfektur Kanagawa) war eine japanische Schriftstellerin, die während der Taishō-Zeit sowie zu Beginn der Shōwa-Zeit zu den kommerziell erfolgreichsten und angesehensten Autoren Japans gehörte und insbesondere durch ihre romantischen Feuilletonromane und ihre Romane über heranwachsende Mädchen bekannt wurde. Darüber hinaus war sie eine Pionierin der lesbischen japanischen Literatur, was auch das „S-Klasse-Genre“ (Kurasu Esu) der emotional starken Beziehungen zwischen Schülerinnen einschloss. Mehrere ihrer Werke wurde zudem verfilmt und sie wurde 1951 mit dem Frauenliteraturpreis sowie 1967 mit dem Kikuchi-Kan-Preis ausgezeichnet.

## Leben
Yoshiya Nobuko wuchs in Mooka und Tochigi in der Präfektur Tochigi auf, wo ihr Vater zunächst als Polizist und später als Kommunalbeamter tätig war. Sie war die einzige Tochter sowie das jüngste von fünf Kindern und stammte sowohl mütterlicherseits als auch väterlicherseits von Samuraifamilien ab. Sie wurde von ihren kulturell konservativen Eltern entsprechend dem erwarteten traditionellen Verständnis der Meiji-Zeit für ihre Rolle als „gute Ehefrau, weise Mutter“ erzogen, begann zugleich aber mit ihren ersten literarischen Werken. 1915 zog sie nach Tokio, wo sie allmählich von den hergebrachten japanischen Karriere- und Geschlechtserwartungen abwich. Sie kleidete sich in einem androgynen Stil und erschien als Fotomodell für verschiedene Zeitschriften. Sie war eine der ersten japanischen Frauen, die in den 1920er Jahren dem westlichen Modestil nacheiferte und ihre Haare kurz schneiden ließ. Sie widersetzte sich den Rollenerwartungen auch in anderer Hinsicht und war eine der ersten Japanerinnen, die ein eigenes Auto besaßen. Sie entwarf ferner ihr eigenes Haus, besaß ein eigenes Rennpferd und spielte Golf. Ihr 1920 erschienener Roman Chi no hate made wurde mit dem Literaturpreis der Tageszeitung Asahi Shimbun ausgezeichnet.
Im Januar 1923 lernte sie Chiyo Monma kennen, eine Mathematiklehrerin an einer Mädchenschule in Tokio. Beide pflegten eine rund fünfzig Jahre dauernde gleichgeschlechtliche Beziehung. Im Gegensatz zu vielen japanischen Persönlichkeiten des öffentlichen Lebens hielt sich Yoshiya Nobuko nicht zurück, sondern enthüllte Details ihres persönlichen Lebens durch Fotos, persönliche Essays und Interviews mit Zeitschriften. 1926 begannen die beiden Frauen ihre Arbeitsbeziehung als Autorin und Sekretärin und unternahmen zwischen 1927 und 1928 Reisen durch die Mandschurei, Sowjetunion, Paris, ehe sie nach einem Aufenthalt in den USA wieder nach Japan zurückkehrten. Ende der 1930er Jahre reisten beide durch Niederländisch-Indien und Französisch-Indochina. Für ihren Roman Onibi wurde Yoshiya Nobuko 1951 mit dem Frauenliteraturpreis ausgezeichnet. 1957 adoptierte sie Chiyo Monma, was damals für Lesben die einzige legale Möglichkeit war, ihr Vermögen teilen und medizinische Entscheidungen füreinander treffen zu können. Während und nach dem Zweiten Weltkrieg lebte sie in der Präfektur Kanagawa, wo sie 1962 ein traditionelles Holzhaus mit einem Garten im japanischen Stil errichten ließ. 1967 wurde sie mit dem Kikuchi-Kan-Preis geehrt.
Bis zu ihrem Tod an Darmkrebs setzte sie sich für die Förderung kultureller und bildungspolitischer Aktivitäten für Frauen ein. Obwohl Yoshiya Nobuko eine leidenschaftliche Feministin war, misstraute sie den politischen Parteien und wurde nie in der organisierten japanischen feministischen Bewegung aktiv. Nach ihrem Tode wurde sie am Tempel von Kōtoku-in in Kamakura beigesetzt.

## Rezeption
„Nobuko Yoschiya heißt Japans erfolgreichste Erzählerin. Daß Frauen die Literatur beherrschen, ist für das Land der aufgehenden Sonne nichts Neues. Schon seit den Urzeiten betätigten sich Frauen hier dichterisch, und die Blütezeit der japanischen Dichtung – um 1000 nach Christus – verdankt ihre klassische, die Zeiten überdauernde Bedeutung den schreibenden Frauen. Das kann man von der heutigen erfolggekrönten Dichterin Nobuko Yoschiya nur sagen, soweit es sich um Leserinnen handelt. Diese lesen ihre Romane mit wahrem Entzücken, während die Männer sie nur lesen, um vor sich selbst zurückzuschaudern, als solche verabscheuungswürdige Unmenschen werden sie von der Japanerin gezeichnet. […] Es versteht sich, daß Nobuko Yoschiya, deren gelesenster Enthüllungsroman bezeichnenderweise ‚Treue ihres Ehemannes‘ heißt, selber die Ketten der Ehe nicht auf sich genommen hat. […] Sicher ist auch Nobuko Yoschiya so erzogen worden, um das Ideal einer Ehefrau zu werden, so vollkommen, wie es nur in Japan möglich ist. […] Und so reiste sie, von ihrer Freundin Monda (sic!) begleitet, damit sie eine Zeugin habe, um die Erde und durch alle Länder und studierte die Sitten der Männer und die Lage der Frauen. […] Aenderung könne da nur eines bringen: Umsturz der Herrschaft des Mannes, die Frau als Gebieterin der Sitte hat allein alle Rechte zu bekommen. Dieser schmetternde Schlachtruf: Kampf dem Mann bis zum Letzten! hat vorläufig nur das Ergebnis, den Büchern der Japanerin zu einer hohen Auflage zu verhelfen. Die Männer selbst haben einen andern Kampf zu kämpfen – den in der Ehe.“

## Veröffentlichungen
Neben Higuchi Ichiyō, Fumiko Hayashi und Sata Ineko zählt sie zu den bekanntesten japanischen Schriftstellerinnen. Sie gehörte insbesondere während der Taishō-Zeit sowie zu Beginn der Shōwa-Zeit zu den kommerziell erfolgreichsten und angesehensten Autoren Japans. Zu ihren Werken gehören:
- Yaneura no nishojo, 1919
- Chi no hate made, 1920
- Hana monogatari, 1924
- Onna no yujo, 1934
- Otto no Teiso, 1937
- Onibi, 1951
- Jidenteki joryu bundanshi, 1962
- Atakake no hitobito, 1965
- Toki no koe, 1965
- Tokugawa no fujintachi, 1966
- Chidori. Hoka tanpenshū, 1969
- Watakushi no mita bijintachi, 1969
- Aru nyoninzō. Kindai joryū kajin den, Literaturkritische Essays, 1970
- Nyonin Heike, 1971
- Watakushi no mita hito, 1972

posthum:
- Yoshiya Nobuko kushū, 1974
- Yoshiya Nobuko zenshū, 1975
- Soko no nuketa hishaku. Yūshū no haijintachi, 1979
- Ano michi kono michi, 1984

## Hintergrundliteratur
- Yoshitake Teruko: Nyonin Yoshiya Nobuko, Bungei Shunjū, 1982, ISBN 4163-3-7710-7
- Yoshiya Eiko: Kaze o miteita hito. Kaiso no Yoshiya Nobuko, Asahi Shinbunsha, 1992, ISBN 978-4-0225-8520-2
- Komashaku, Kimi: Yoshiya Nobuko. Kakure feminisuto. Shirizu minkan Nihon gakusha, Shohan Edition, 1994, ISBN 978-4-8457-0954-0
- S. Noma (Hrsg.): Yoshiya Nobuko. In: Japan. An Illustrated Encyclopedia. Kodansha, 1993. ISBN 4-06-205938-X, S. 1762.
- Ryuji Takasaki: Senjo no joryu sakkatachi. Yoshiya Nobuko, Hayashi Fumiko, Sata Ineko, Masugi Shizue, Toyota Masako, Shohan Edition, 1995, ISBN 978-4-8460-0121-6
- Tanabe Seiko: Yume haruka Yoshiya Nobuko. Akitomoshi tsukue no ue no ikusanga, Asahi Shinbunsha, 1999, ISBN 4022-5-7392-9
- Satoko Kan: Onna ga kokka o uragiru toki. Jogakusei, Ichiyō, Yoshiya Nobuko, Iwanami Shoten, 2011, ISBN 978-4000-2-2411-6